# Frenelles-en-Vexin
Frenelles-en-Vexin ist eine französische Gemeinde mit 1.690 Einwohnern (Stand: 1. Januar 2022) im Département Eure in der Region Normandie. Sie gehört zum Arrondissement Les Andelys und zum Kanton Les Andelys. 
Frenelles-en-Vexin entstand mit Wirkung vom 1. Januar 2019 als Commune nouvelle durch die Zusammenlegung der bis dahin selbstständigen Gemeinden Boisemont, Corny und Fresne-l’Archevêque, die in der neuen Gemeinde den Status einer Commune déléguée besitzen. Der Verwaltungssitz befindet sich im Ort Boisemont.

## Gliederung
| Ortsteil                    | ehemaliger INSEE-Code | Fläche (km²) | Einwohnerzahl zum 1. Januar 2022 |
| --------------------------- | --------------------- | ------------ | -------------------------------- |
| Boisemont (Verwaltungssitz) | 27070                 | 13,22        | 782                              |
| Corny                       | 27175                 | 05,26        | 385                              |
| Fresne-l’Archevêque         | 27270                 | 10,58        | 523                              |

## Geographie
Frenelles-en-Vexin liegt rund 40 Kilometer südöstlich des Stadtzentrums von Rouen in der Landschaft Vexin Normand. Nachbargemeinden sind Écouis und Mesnil-Verclives im Norden, Saussay-la-Campagne im Nordosten, Farceaux im Osten, Suzay im Südosten, Harquency im Süden und Südosten, Les Andelys im Süden, Cuverville im Westen und Südwesten sowie Houville-en-Vexin im Westen und Nordwesten.

## Sehenswürdigkeiten

### Boisemont
- Kirche Saint-Martin

### Corny
- Kirche Sainte-Trinité

### Fresne-l’Archevêque
- Kirche Saint-Martin, seit 1927 Monument historique

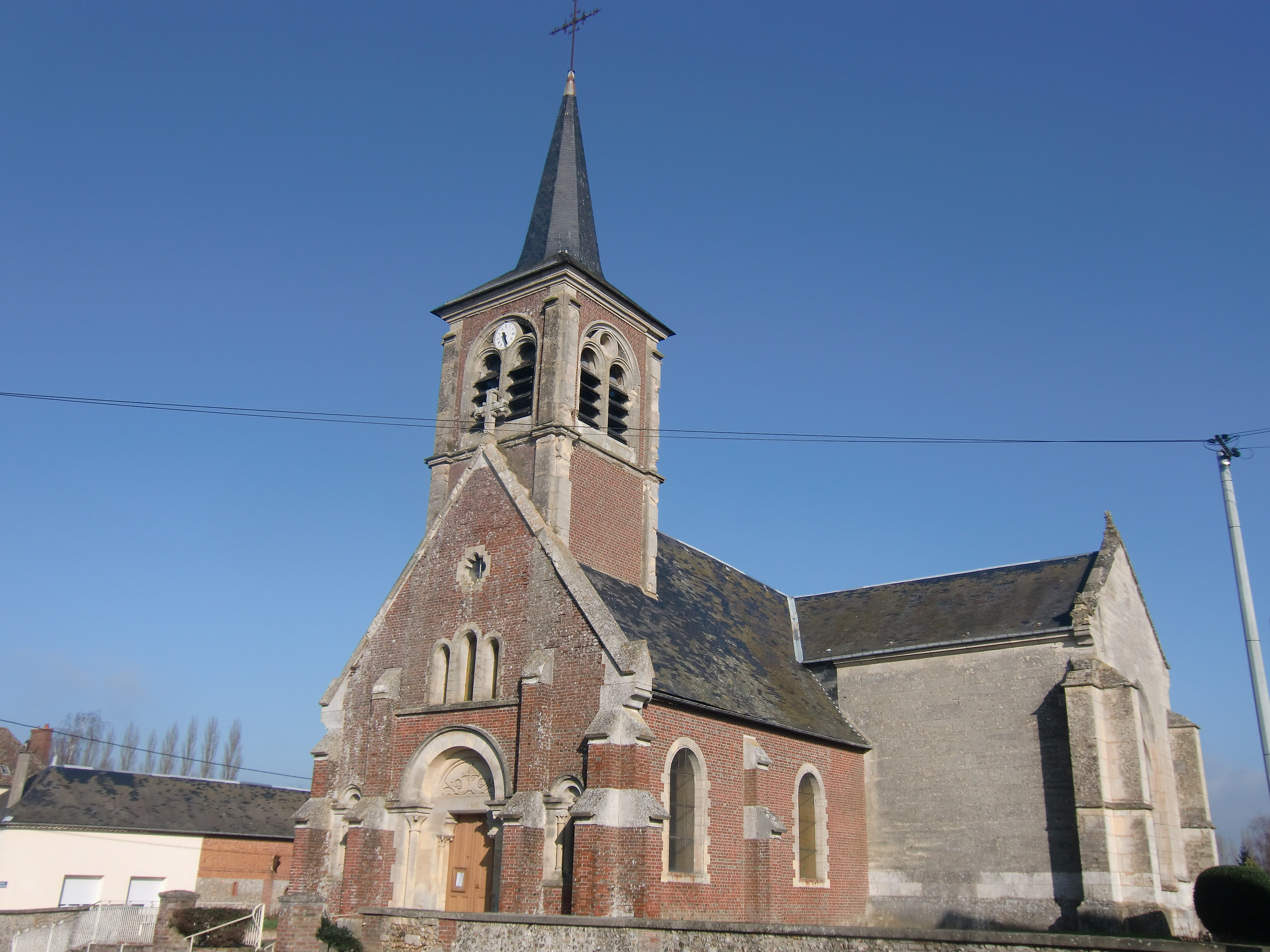
Kirche Saint-Martin in Boisemont
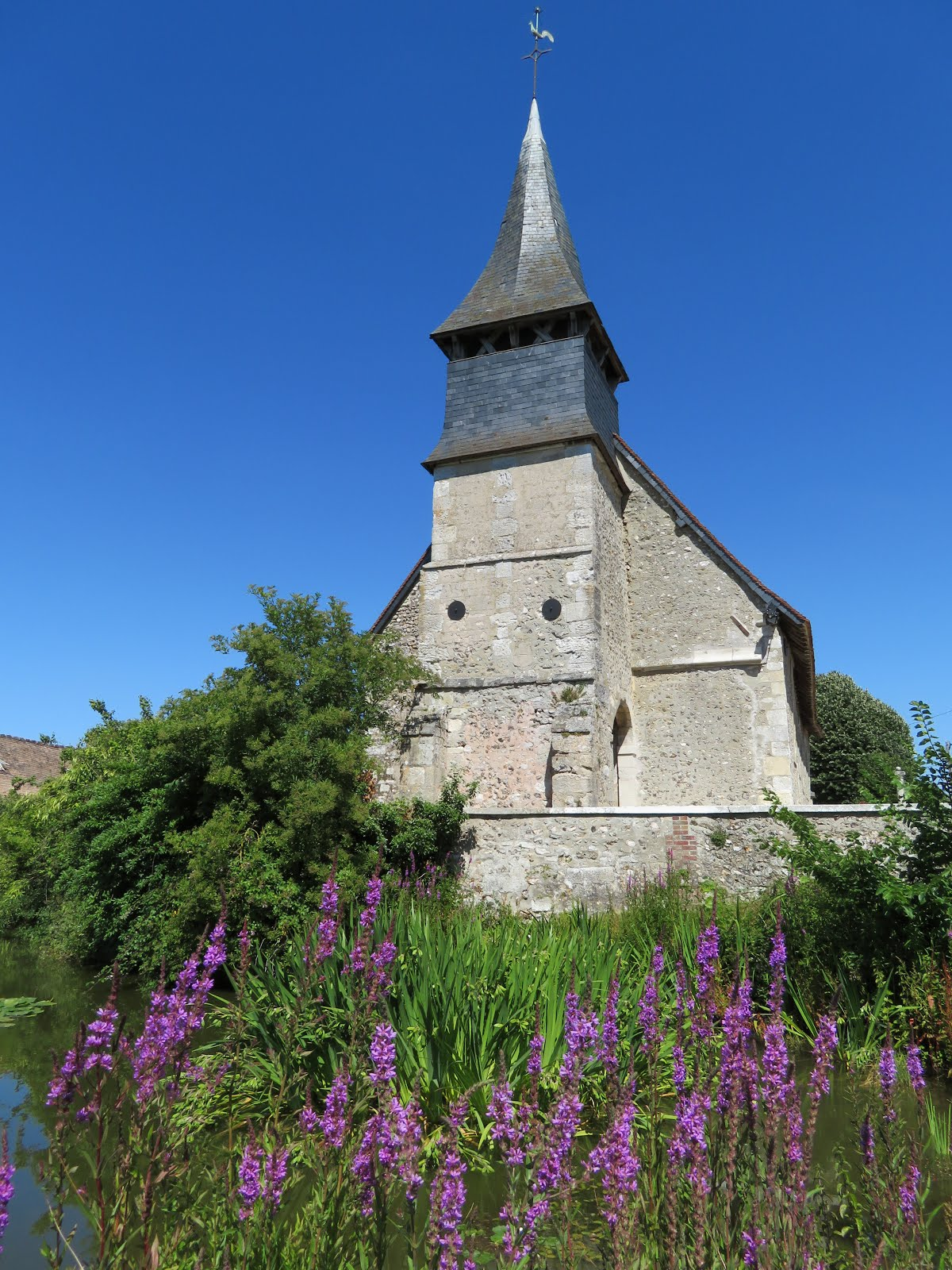
Kirche Sainte-Trinité in Corny
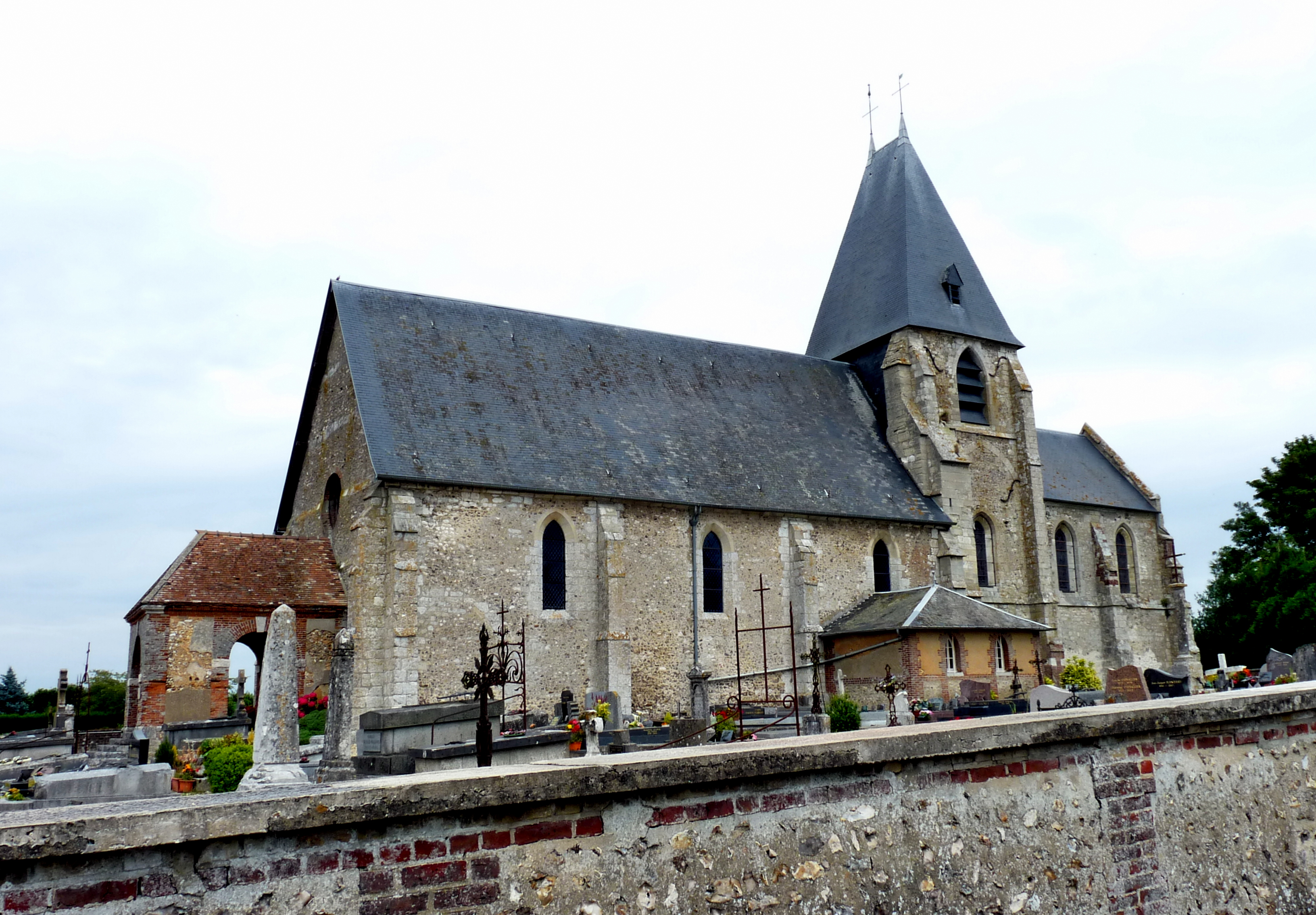
Kirche Saint-Martin in Fresne-l’Archevêque